# 新加坡中央消防局
1°17′31.5″N 103°50′56.5″E / 1.292083°N 103.849028°E
新加坡中央消防局（英語：Central Fire Station, Singapore），舊俗稱打火厝，是新加坡現存最古老的消防局，位於新加坡中區之博物館規劃區的禧街。
新加坡中央消防局於1996年成為新加坡國家古蹟。 

## 外部來源
- CD Heritage Gallery
- Civil Defence Heritage Gallery